# Calpensia
Calpensia is een mosdiertjesgeslacht uit de familie van de Microporidae en de orde Cheilostomatida. De wetenschappelijke naam ervan is in 1888 voor het eerst geldig gepubliceerd door Jullien.

## Soorten
- Calpensia nobilis (Esper, 1796)
- Calpensia pulchra Harmer, 1926

Niet geaccepteerde soorten:
- Calpensia calpensis (Busk, 1854) → Calpensia nobilis (Esper, 1796)
- Calpensia impressa (Moll, 1803) → Calpensia nobilis (Esper, 1796)
- Calpensia reversa Harmer, 1926 → Dibunostoma reversum (Harmer, 1926)